# Grönbach (Salm)
Der Grönbach ist ein 6,26 Kilometer langer Bach in der Eifel und ein orographisch linker Zufluss der
Salm im rheinland-pfälzischen Landkreis Bernkastel-Wittlich.
Das Wassereinzugsgebiet hat eine Größe von 8,301 Quadratkilometern, die Fließgewässerkennziffer ist 267474.

## Namen
In verschiedenen Abschnitten trägt der Bach die Namen Maarbach, Mühlenbach oder Badenbach. 

## Geographie

### Verlauf
Der Grönbach entspringt nordwestlich von Piesport auf etwa 345 m ü. NHN. Er bildet dann die Gemarkungsgrenze zwischen Klausen (Eifel) und Minheim, fließt an Neu-Minheim und Klausen vorbei und weiter durch Pohlbach und an der Pohlbacher Mühle vorbei. Kurz nach der Unterquerung der Bundesautobahn 1 mündet der Grönbach auf etwa 145 m ü. NHN auf der Gemarkungsgrenze von  Esch und Sehlem in die Salm.

### Zuflüsse
Ein rechter Zufluss ist der Dormesbach (Länge etwa 800 Meter, Quelle auf etwa 195 m ü. NHN, Mündung auf etwa 175 m ü. NHN) in Klausen-Pohlbach.